# Metria
Metria é um gênero de traça pertencente à família Arctiidae.